# Ernesto Frederico de Baden-Durlach
Ernesto Frederico de Baden-Durlach (em alemão:  Ernst Friedrich von Baden-Durlach; Durlach, 17 de outubro de 1560 – Castelo de Remchingen, 14 de abril de 1604) foi um nobre alemão, pertencente à Casa de Zähringen, e que foi Marquês de Baden-Durlach, primeiro sob regência de sua mãe (1577-1584) e depois, no seu pleno direito, até à sua morte.
Fundou o primeiro Gymnasium Illustrie dos seus estados. A sua conversão do Luteranismo ao Calvinismo e a ocupação da Marca de Baden-Baden (Alto Baden), governada pelos primos católicos, causaram sérios conflitos – até com o Imperador – cuja consequência foi a devastação de Baden-Durlach (Baixo-Baden) e a perda de território.

## Biografia
Ernesto Frederico era o filho mais velho do marquês Carlos II de Baden-Durlach e de Ana do Palatinado-Veldenz. Aquando da morte do pai, em 1577, ele tinha apenas 16 anos, pelo que o governo de Baden-Durlach foi entregue a uma regência composta por sua mãe, Ana, por Luís VI, Eleitor Palatino, pelo Duque Filipe Luís do Palatinado-Neuburgo e pelo Duque Luís III de Württemberg, o Piedoso.

### A divisão do país
Ao atingir a maioridade, em 1584, Ernesto Frederico e o seu irmão, Jaime, pretendiam partilhar o território e exercerem um governo independente. Contudo, o testamento de Carlos II, proibia a divisão do país mas, por não ter sido assinado nem selado, Ernesto Frederico recebeu as terras baixas, com as cidades de Durlach e Pforzheim, mantendo o título de Marquês de Baden-Durlach, Jaime III recebeu Baden-Hachberg e, o irmão mais novo, Jorge Frederico ficou com Baden-Sausenberg.
Baden-Durlach haveria de se reunir de novo. Em 1590, pela morte de Jaime III, Baden-Hachberg voltou a ser integrado nos estados de Ernesto Frederico. E, com a morte deste em 1604, seria Jorge Frederico, o irmão mais novo, a reunir toda a marca de Baden-Durlach. 

### Casamento
A 21 de dezembro de 1585, Ernesto Frederico casou com Ana da Frísia Oriental (1562-1621), filha do conde Edzard II da Frísia Oriental, e viúva do seu antigo tutor, o Eleitor Luís VI do Palatinado. Deste casamento não houve descendência. 

### Patrocinador do ensino público

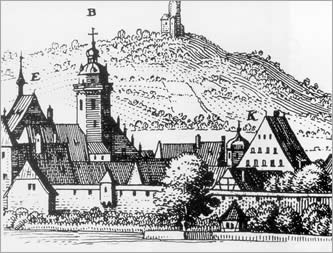
Gymnasium Illustrie, em Durlach (edifício à direita na imagem), ca. 1643, por M. Merian

Para além da escola de ensino médio em Pforzheim, a sua capital até 1565, Carlos II também fundou uma outra escola na nova capital, Durlach, financiada com rendimentos da propriedade do antigo mosteiro de Gottesaue. Eram ensinados a meninos religião, latim e grego. O ensino superior continuava na Universidade de Basileia.
Durante a regência, em 1583, os três regentes luteranos fundaram um Gymnasium Illustrie, em Durlach, que se inspirou nos estabelecimentos de ensino existentes nos seus próprios estados. O ensino médio foi ampliado e a escola secundária deveria substituir a frequência à universidade para potenciais pastores luteranos, cujo treino, na altura, era uma questão política de primeira ordem. Em 1586, o novo edifício foi inaugurado por Ernesto Frederico,  A estrutura e o currículo da escola seguiram o conceito de Johannes Sturm, já introduzido em Estrasburgo e Lauingen. 

### Tutor de familiares menores
Em 1584, Ernest Frederico assumiu a tutela de seu irmão mais novo, o jovem Jorge Frederico, juntamente com o outro irmão Jaime III e com a mãe.
Após a morte do irmão Jaime (1590), ele assumiu também a tutela dos 3 sobrinhos: o herdeiro, Ernesto Jaime (que nasceu poucos dias após a morte de Jaime III) e duas sobrinhas, Ana e Jacobeia. Todos foram baptizados na fé protestante.
Dados os conflitos pela tutela dos sobrinhos, Ernesto Frederico renunciou à sua tutela em 1601, dado que já se encontrava em conflito com o imperador quanto à ocupação do Alto Baden, pretendendo demonstrar alguma boa vontade.

### A ocupação do Alto-Baden
Em 21 de novembro de 1594 ele ocupou militarmente a Marca de Baden-Baden, episódio que na história alemã ficou conhecido como "Ocupação do Alto-Baden" (em alemão:  Oberbadische Okkupation, [de]).
Essa ação militar deveu-se ao facto do seu primo católico, o Marquês Eduardo Fortunato de Baden-Baden que fizera um casamento desigual. Assim, Ernesto Frederico achava-se o legítimo sucessor do primo, em detrimento da descendência de Eduardo Fortunato, que deveria ser considerada não-dinástica.

### Conversão e questão religiosa

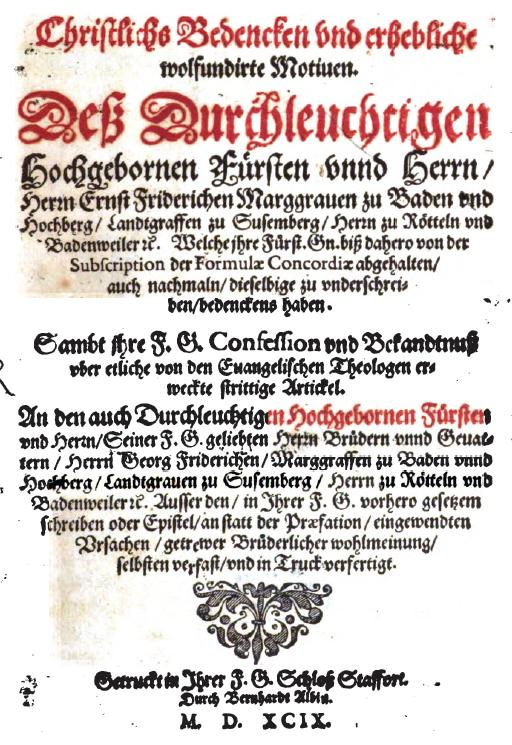
O Livro de Staffort, guia da fé Calvinista de Ernsto Frederico de Baden-Durlach (1599).

Ao atingirem a maioridade, quer Ernesto Frederico que o irmão, Jaime III, recusaram-se a adotar o credo Luterano. Jaime III converteu-se ao catolicismo e Ernesto Frederico, que já estava inclinado para a Igreja Reformada, converteu-se, em 1599 ao Calvinismo.
O novo credo foi impresso no Schloss Staffort pelo que ficou conhecido como "Livro de Staffort" e revelou-se como um panfleto contra os luteranos (os católicos não são atacados diretamente no livro).
É questionado se Ernesto Frederico é o único autor do livro ou se apenas  formulou as ideias básicas O livro pretendia ser uma orientação para pastores e professores em Baden, que encontrou resistência local assim que foram tomadas sanções contra os pastores luteranos que não queriam seguir o guia. 
Ernesto Frederico queria não só conquistar o irmão mais novo, o luterano Jorge Frederico, para as suas ideias reformadas (onde falhou), como negar veementemente quaisquer rumores de que ele se pretendia converter ao catolicismo, como fizera o seu irmão Jaime III em 1590.
Houve muita resistência à imposição do calvinismo e, em 1601 a cidade de Pforzheim, em particular, lutou contra a expulsão dos pastores luteranos. Os habitantes elegeram uma comissão que, em nome dos cidadãos, escreveu ao margrave informando que preferiam morrer a tolerar uma mudança de religião. A tensão era tão grande que, em setembro de 1601, após um boato infundado sobre a intervenção armada do marquês, os cidadãos de Pforzheim pegaram em armas. A disputa religiosa transformou-se numa revolta política. Ernesto Frederico foi dissuadido de uma solução militar, tanto mais que o seu irmão luterano, Jorge Frederico, prometera aos habitantes de Pforzheim, o seu apoio junto das autoridades Imperiais.

### Morte e sucessão

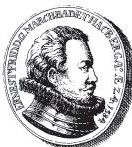
Moeda em cobre com a esfinge de Ernesto Frederico.

Um dos porta-vozes da revolta, o advogado Peter Ebertz, foi preso por ter publicado um panfleto subversivo, sendo libertado pelos cidadãos e fugiu, via Vurtemberga, para Espira. Aí foi preso de novo a pedido do marquês mas libertado por ordens da Câmara imperial.
Pforzheim recebeu o clero luterano novamente, o que fez com que, a 14 de abril de 1604, Ernesto Frederico marchasse contra a cidade de Pforzheim com um contingente de mercenários. No entanto, ele sofreu um Acidente vascular cerebral enquanto descansava no castelo de Remchingen e aí morreu. A sua saúde, já debilitada, agravou-se com as notícias da resistência em Pforzheim, desencadeando o derrame.
Apesar da sua conversão, foi sepultado na cripta familiar, localizada na Igreja luterana da Colegiada de Pforzheim. Dado que não teve descendência, sucedeu-lhe o seu irmão mais novo, o luterano Jorge Frederico.